# Comuna Fedorivka, Dobrovelîcikivka
Fedorivka (în ucraineană Федорівка) este o comună în raionul Dobrovelîcikivka, regiunea Kirovohrad, Ucraina, formată din satele Fedorivka (reședința), Novomîhailivka, Pokazove și Popivka.

## Demografie
Componența lingvistică a comunei Fedorivka
     Ucraineană (96,12%)
     Rusă (1,94%)
     Română (1,11%)
     Alte limbi (0,83%)
Conform recensământului din 2001, majoritatea populației comunei Fedorivka era vorbitoare de ucraineană (96,12%), existând în minoritate și vorbitori de rusă (1,94%) și română (1,11%).